# Umbilicus oppositifolius
Umbilicus oppositifolius är en fetbladsväxtart som först beskrevs av Carl Friedrich von Ledebour, och fick sitt nu gällande namn av Carl Friedrich von Ledebour. Umbilicus oppositifolius ingår i släktet navelörter, och familjen fetbladsväxter. Inga underarter finns listade i Catalogue of Life.

## Bildgalleri

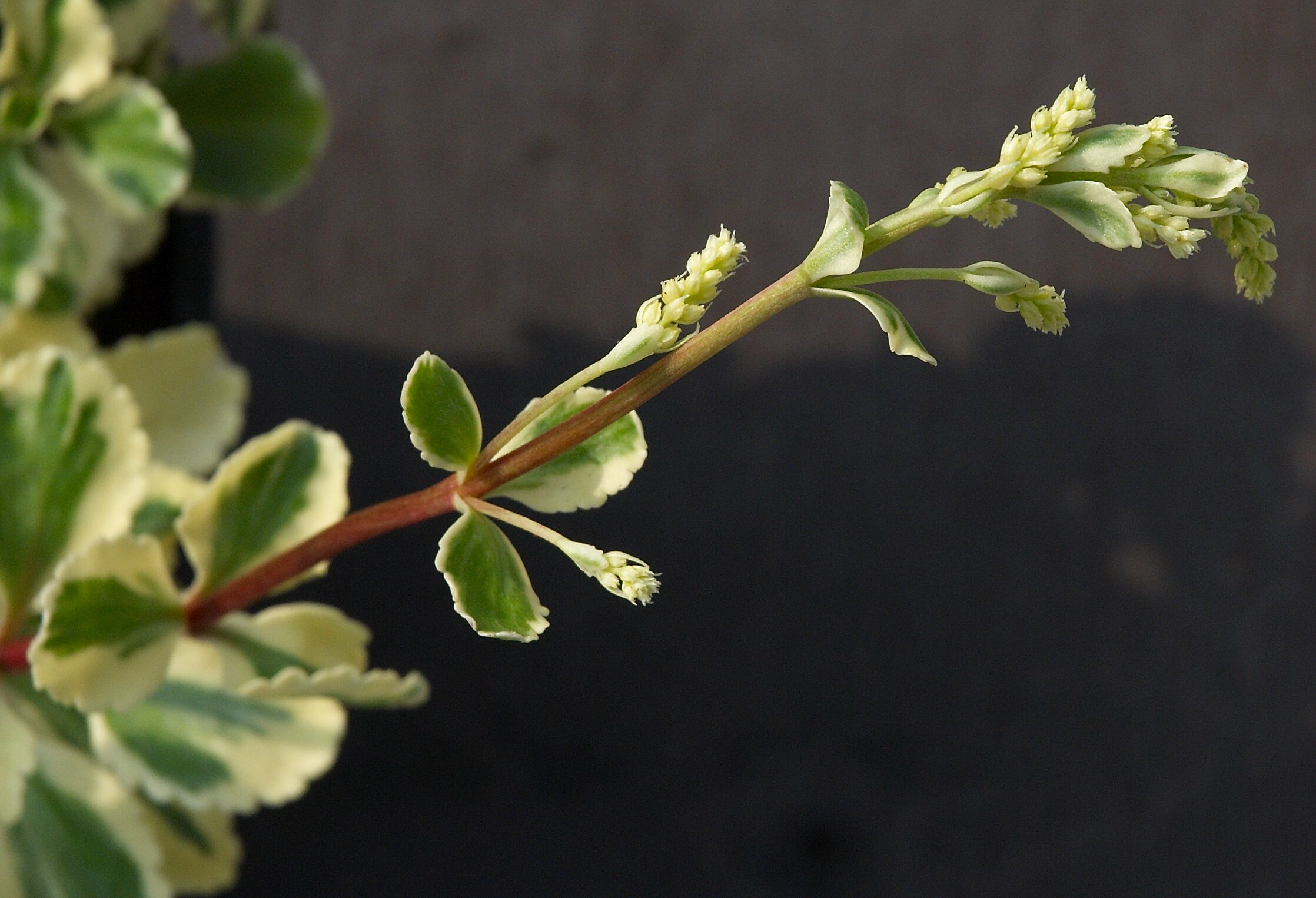